# Jan Schotel

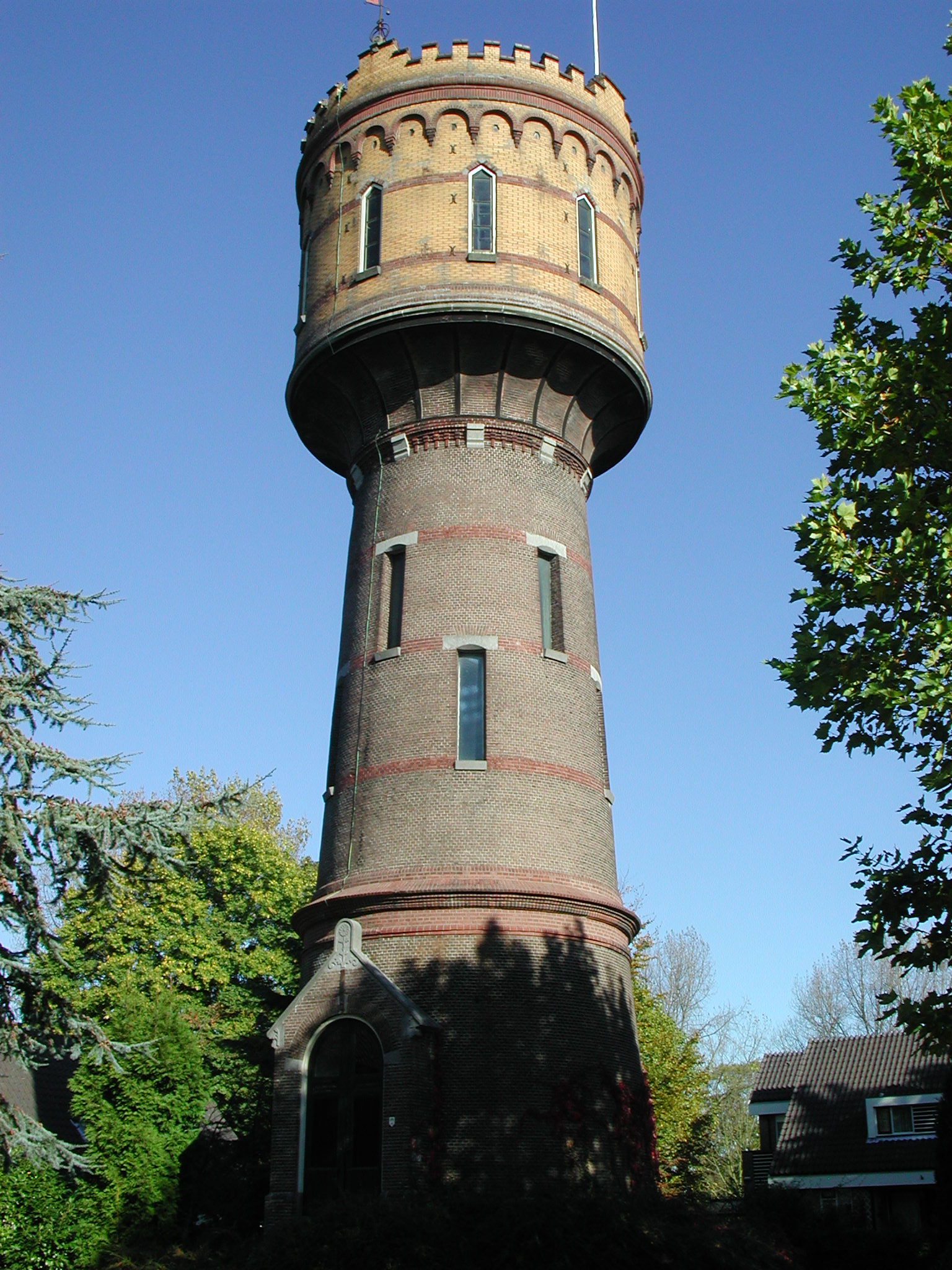
Watertoren in Woerden

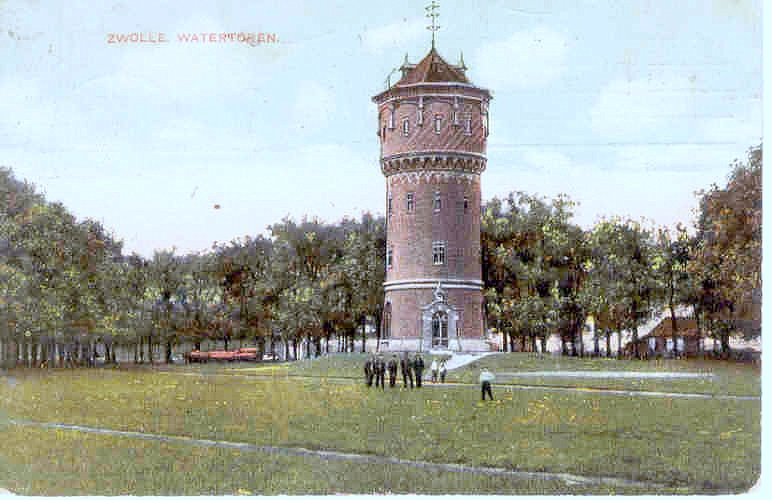
Watertoren in Zwolle

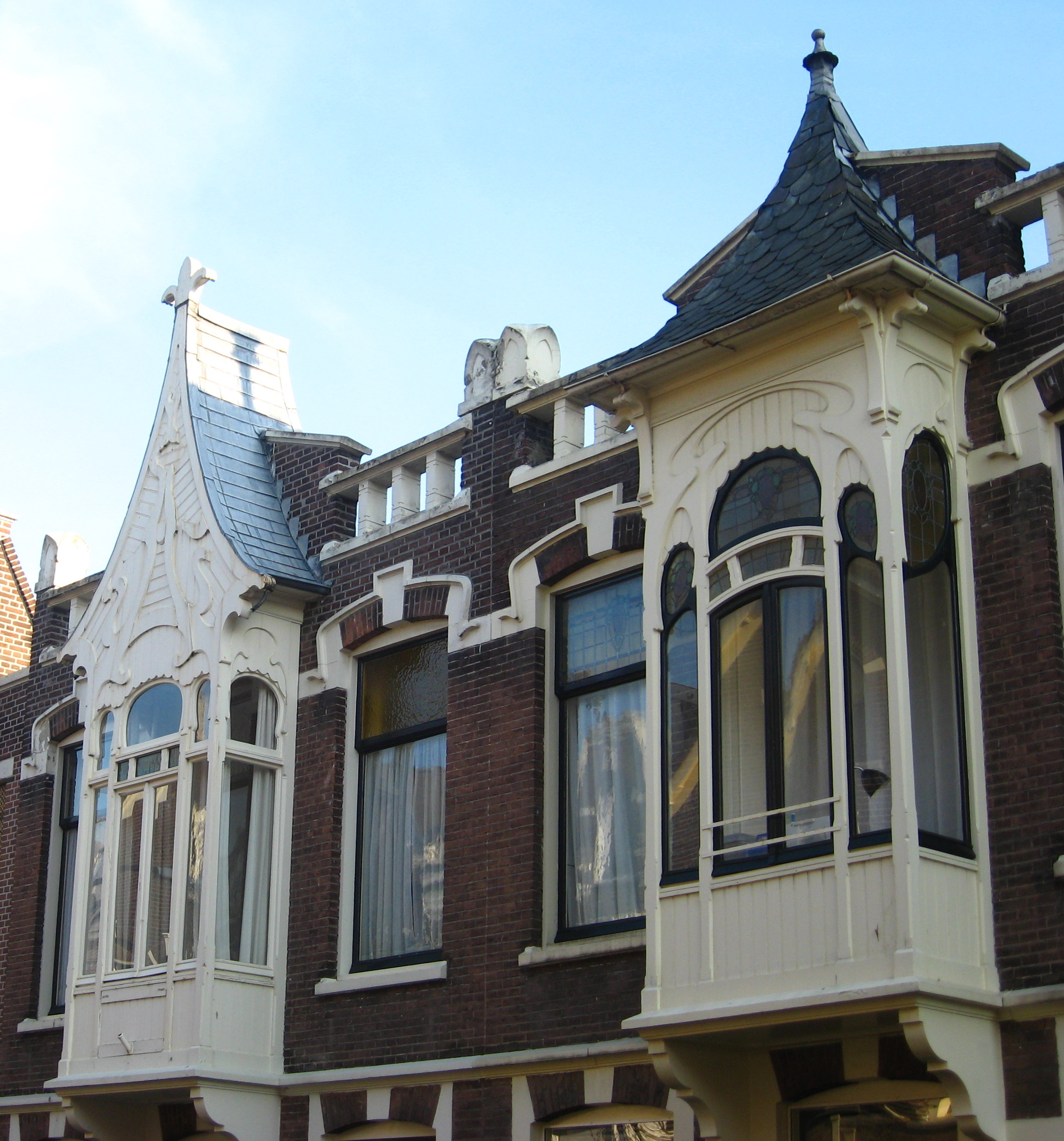
Twee gevels met art-nouveau-invloeden in Dordrecht

Jan Schotel (Dordrecht, 21 januari 1845 - Rotterdam, 20 oktober 1912) was een Nederlands architect. Hij ontwierp ten minste zestien watertorens en was zowel technicus als bouwkundige.
Schotel leerde op jonge leeftijd het metselaarsvak van zijn vader Cornelis Johannes Schotel, op zijn veertiende schreef hij zich in bij de tekenschool. In 1871 trouwde hij met Anna Cornelia Schijff. Aanvankelijk was hij werkzaam als opzichter bij de Staatsspoorwegen, later werd hij architect-ingenieur te Rotterdam. Zijn jongere broer Johannes Cornelis Schotel (1860-1922) ontwierp tal van gebouwen in Dordrecht, onder meer een ensemble van dertien woonhuizen in de Adriaan van Bleijenburgstraat in Dordrecht. Deze woningen in overgangsstijl met invloed van de art nouveau hebben de status van rijksmonument.

## Werken
Schotel heeft de volgende watertorens ontworpen:
| Bouwjaar | Watertoren  | Afgebroken | Huidig gebruik                                                     |
| -------- | ----------- | ---------- | ------------------------------------------------------------------ |
| 1883     | Gouda       |            | sinds 2003 bedrijfspand                                            |
| 1885     | Sliedrecht  |            | ongebruikt, sinds 2000 plannen voor herbestemming                  |
| 1886     | Gorinchem   |            | in 1985 verbouwd tot woningen                                      |
| 1892     | Zwolle      |            | in 1959 ingrijpend verbouwd, in 2018 verbouwd tot 21 appartementen |
| 1894     | Breda       |            | in 1976 verbouwd tot kantoorruimte                                 |
| 1897     | Hengelo     |            |                                                                    |
| 1898     | Overveen    |            | ongebruikt                                                         |
| 1898     | Voorburg    | 1966       | -                                                                  |
| 1900     | Helmond     | 1956       | -                                                                  |
| 1902     | Winschoten  | 1967       | -                                                                  |
| 1905     | Zaltbommel  |            | in 2000 verbouwd tot woning                                        |
| 1906     | Woerden     |            | ongebruikt                                                         |
| 1907     | Weesp       | 1970       | -                                                                  |
| 1908     | Boskoop     |            | verbouwd tot woning                                                |
| 1908     | Den Helder  |            | in 2005 verbouwd tot woning                                        |
| 1910     | Voorschoten | 1981       | -                                                                  |